# Callosamia securifera
Callosamia securifera är en fjärilsart som beskrevs av J. Peter Maassen och Gustav Weymer 1873. Callosamia securifera ingår i släktet Callosamia och familjen påfågelsspinnare. Inga underarter finns listade i Catalogue of Life.